# Gazi Çağlar
Gazi Çağlar (* 1968 in Yozgat) ist ein Politikwissenschaftler und Hochschullehrer. Çağlar lehrt als Professor für Soziale Arbeit an der Hochschule für angewandte Wissenschaft und Kunst Hildesheim (HAWK).

## Leben
Er kam 1980 nach dem Militärputsch in der Türkei in die Bundesrepublik Deutschland und besuchte zunächst in Hamburg-Steilshoop die Gesamtschule. Anschließend studierte er Soziale Arbeit an der Evangelischen Fachhochschule Hannover und danach Politische Wissenschaft, Geschichte und Religionswissenschaften an der Universität Hannover, an der er auch 2000 zum Doktor der Philosophie promoviert und 2005 für das Fachgebiet „Politische Wissenschaften unter besonderer Berücksichtigung internationaler und interkultureller Beziehungen“ habilitiert wurde. Seit 2005 ist Çağlar Professor für Soziale Arbeit am Standort Hildesheim der HAWK Hochschule für angewandte Wissenschaft und Kunst Hildesheim/Holzminden/Göttingen.
Çağlar ist ein Kritiker der Theorie von Samuel P. Huntington zum Kampf der Kulturen und der Ansichten Bassam Tibis. Er sieht islamistische Bewegungen als „Produkte der kapitalistischen Moderne“ und im Sozialismus die Alternative zum Kapitalismus, da letzterem die Barbarei inhärent sei. Er plädiert für eine „sprachenreiche Einwanderungsgesellschaft“, die Sprache dieser Zukunft sei aber noch nicht erfunden. Integration nur an Deutschkenntnissen zu messen, sei eine Absage an diese Einwanderungsgesellschaft. Die Abhängigkeit der Integration von Deutschkenntnissen zu betonen, die Abhängigkeit des Deutscherwerbs von Integrationserfahrungen aber zu verschweigen, sei ein Fehler.

## Werke (Auswahl)
- Frieden für Kurdistan – Demokratie für die Türkei. (Zweisprachig deutsch und türkisch, türkischer Titel: Kurdistan'da barış – Türkiye'de demokrasi.) Marino Verlag, München 1996, ISBN 3-927527-71-8
- Staat und Zivilgesellschaft in der Türkei und im Osmanischen Reich. Frankfurt am Main 2000, ISBN 3-631-37050-4
- Der Mythos vom Krieg der Zivilisationen. Der Westen gegen den Rest der Welt. Eine Replik auf Samuel P. Huntingtons „Kampf der Kulturen“. Münster 2002, ISBN 3-89771-414-0
- Die Türkei zwischen Orient und Okzident. Eine politische Analyse ihrer Geschichte und Gegenwart. Münster 2003, ISBN 3-89771-016-1
- mit Hakan Bates Akar: Die USA im Nahen Osten. Geschichte und Gegenwart einer imperialistischen Beziehung. Münster 2005, ISBN 3-89771-020-X